# 교토부 제5구
교토부 제5구(일본어: 京都府第5区)는 일본의 중의원 선거구이다. 1994년 공직선거법이 개정되면서 신설되었다.

## 지역
- 후쿠치야마시
- 마이즈루시
- 아야베시
- 미야즈시
- 교탄고시
- 요사군

## 역대 국회의원
- 다니가키 사다카즈(소속 정당: 자유민주당, 임기: 1996년 ~ 2017년)
- 혼다 타로(소속 정당: 자유민주당, 임기: 2017년 ~ 현재)